# Osttimoresisch-saudi-arabische Beziehungen
Die osttimoresisch-saudi-arabische Beziehungen beschreiben das zwischenstaatliche Verhältnis von Osttimor und Saudi-Arabien.

## Geschichte
Osttimor und Saudi-Arabien nahmen am 29. Januar 2015 diplomatische Beziehungen auf.
2023 besuchten der saudische Tourismusminister und der Gesundheitsminister Osttimor.

## Diplomatie
Die beiden Staaten haben keine Botschaft im anderen Land.
Für Osttimor ist der Botschafter Saudi-Arabiens im indonesischen Jakarta zuständig.
In Saudi-Arabien vertritt Osttimors Honorarkonsul in Beirut Joseph Issa das südostasiatische Land.

## Wirtschaft
Für 2018 gibt das Statistische Amt Osttimors keine Handelsbeziehungen zwischen Osttimor und Saudi-Arabien an. Beide Staaten sind stark vom Erdölexport abhängig.